# Lahn
El Lahn (pronunciación en alemán: /laːn/ⓘ) es un curso fluvial europeo, afluente del Rin, que discurre por Alemania, concretamente por los estados federados de Renania del Norte-Westfalia, Hesse y Renania-Palatinado.
Su curso se inicia en una cumbre denominada Ederkopf (628 metros sobre el nivel del mar) de la cadena montañosa Rothaargebirge (Sauerland). Desde allí recorre 242 kilómetros en un curso muy sinuoso hacia el suroeste, para desembocar finalmente en el Rin en Lahnstein, cerca de Coblenza.

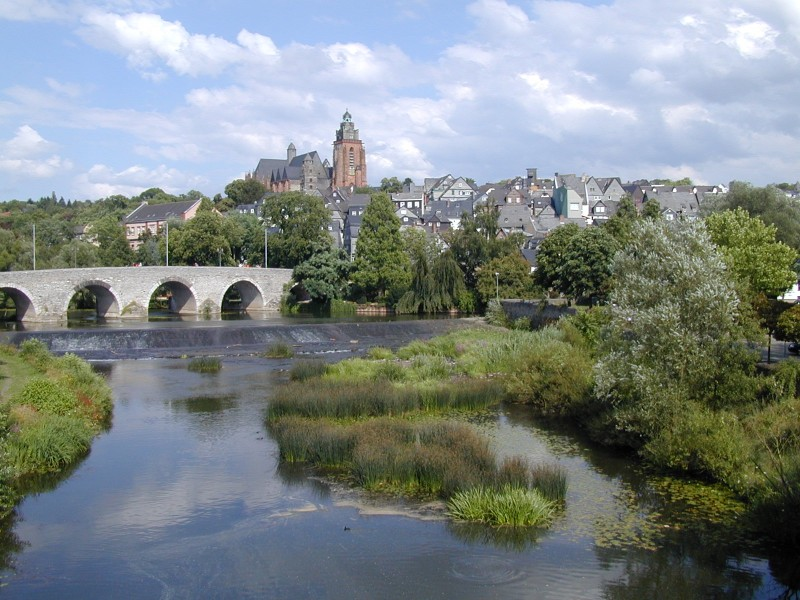
El río Lahn a la altura de la ciudad de Wetzlar

Entre otras, pasa por las ciudades de Marburgo, Gießen, Wetzlar, Weilburgo, Limburgo, Nassau y Bad Ems.
Aunque una parte de su curso está regulado por esclusas, hoy en día el tráfico fluvial se reduce prácticamente solo a la navegación deportiva y recreativa.

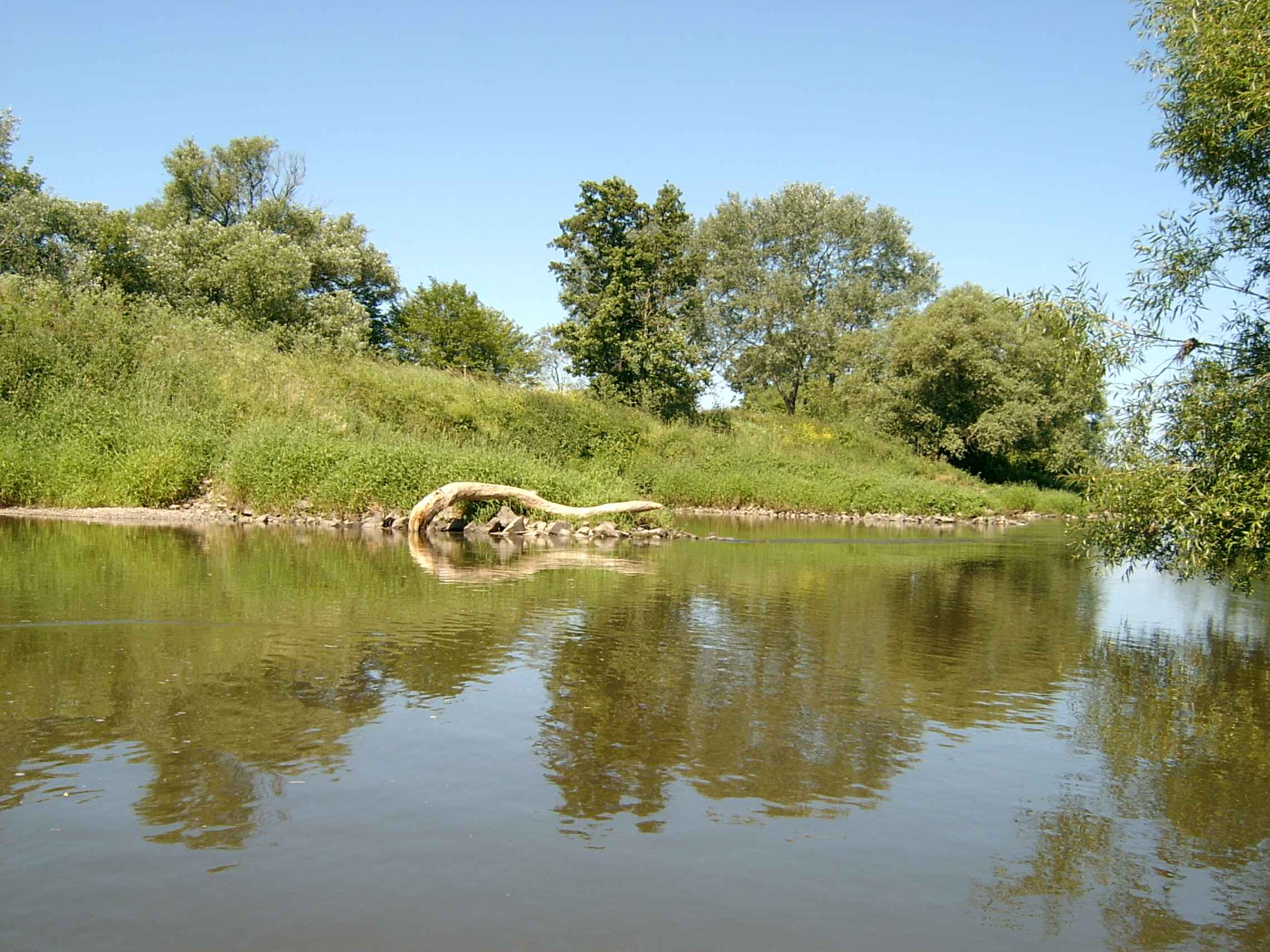